# Walentina Iwanowna Starikowa
Walentina Iwanowna Starikowa (russisch Валентина Ивановна Старикова; * 24. Februar 1949 in Ufa) ist eine sowjetische bzw. russische Pianistin und Hochschullehrerin.

## Leben
Eine musikalische Grundausbildung erhielt Starikowa in der Schule. Sie absolvierte darauf die Ufaer Kunstschule in der Klasse Waleri Petrowitsch Starodubrowskis, der ein Schüler Heinrich Neuhaus’ war. Sie studierte am Ufaer Staatlichen Kunstinstitut (UGII) in der Klasse Alexander Dawydowitsch Franks mit Abschluss 1973.
Nach dem Studium lehrte Starikowa am UG II. Schließlich wechselte sie an die Baschkirische Staatliche Pädagogische M.-Akmulla-Universität in Ufa. Auch lehrte sie am Spezial-Musik-College in Ufa. Sie gründete das Lehrstudio Musik für Alle und unterrichtete dort.
Starikowa gehört zu den führenden Klavier-Pädagogen und Methodologen Russlands. Sie bildete mehr als 60 Preisträger gesamtrussischer und internationaler Wettbewerbe aus. Sie ist Jury-Mitglied verschiedener internationaler Pianistenwettbewerbe. Sie ist Mitglied der Wladimir-Spiwakow-Stiftung.

## Ehrungen, Preise
- Verdiente Kulturarbeiterin der Republik Baschkortostan (1997)[8]
- diverse Wettbewerbspreise